# Electrophaes brunnescens
Electrophaes brunnescens là một loài bướm đêm trong họ Geometridae.